# Polywell
Il Polywell è un dispositivo di confinamento del plasma che combina elementi di fusione a confinamento inerziale elettrostatico e a confinamento magnetico, concepito, in ultima analisi, per produrre energia da fusione nucleare. Il nome Polywell è l'unione delle parole poliedro e buca di potenziale (potential well).
Il Polywell consiste di avvolgimenti disposti in una configurazione poliedrica, all'interno della quale i campi magnetici confinano una nube di elettroni. Questa configurazione intrappola elettroni nel centro del dispositivo; si crea così un potenziale elettrico negativo quasi sferico che è utilizzato per accelerare e confinare gli ioni da fondere. Il Polywell è stato sviluppato da Robert W. Bussard (deceduto nel 2007) all'interno di un contratto di ricerca con la marina militare statunitense per il miglioramento del fusore di Farnsworth-Hirsch.

## Progettazione

### Fusore di Farnsworth-Hirsch
Un fusore di Farnsworth-Hirsch tradizionale consiste in una camera a vuoto contenente una griglia esterna caricata positivamente che circonda una griglia interna caricata negativamente: nel complesso il dispositivo costituisce un grande tubo catodico a griglie sferiche. Nuclei atomici (ioni positivi) adatti alla fusione nucleare sono iniettati all'interno delle due griglie: gli ioni sono quindi respinti dalla griglia esterna e accelerati verso la griglia interna. Nella maggior parte dei passaggi gli ioni positivi attraversano la griglia interna senza interagire con altre particelle e sono nuovamente respinti verso il centro del dispositivo a causa del campo prodotto dalla griglia positiva che incontrano sul lato opposto a quello di iniezione. A seguito dei ripetuti passaggi è possibile che. occasionalmente, gli ioni positivi colpiscano la griglia interna o altri nuclei ad alta energia. Impatti particolarmente favorevoli tra due nuclei ad alta energia portano alla fusione nucleare. 
Dato che nel sistema non sono presenti campi magnetici esterni, le perdite per radiazione di sincrotrone sono molto limitate. Inoltre, il fatto che le particelle in moto siano ioni piuttosto che elettroni riduce di molto le perdite dovute alla radiazione di frenamento.
Il problema fondamentale con il fusore di Farnsworth-Hirsch tradizionale è la griglia centrale. Gli impatti tra i nuclei che non producono fusione hanno il solo effetto di danneggiare e riscaldare la struttura interna. Ben prima di raggiungere l'autosostentamento della fusione nucleare, la griglia interna viene vaporizzata dal calore prodotto.

### L'approccio Polywell

#### Principio di funzionamento
Così come nel fusore, anche nel Polywell gli ioni positivi sono confinati grazie all'attrazione degli elettroni caricati negativamente, con la 
differenza sostanziale che nel Polywell le cariche negative non risiedono su una griglia solida ma sono confinate nella regione centrale tramite opportuni campi magnetici. Invece che da griglie caricate elettricamente, il volume del reattore è definito dagli avvolgimenti elettrici esterni che creano il campo magnetico. 
Il vantaggio degli avvolgimenti rispetto ai campi elettrostatici consiste nel fatto che il campo magnetico li protegge dall'impatto con ioni e elettroni. D'altra parte, la presenza di elettroni in movimento nella sezione centrale del Polywell aumenta di molto le perdite per Bremsstrahlung, che nel fusore sono molto più contenute.
Il campo magnetico è generato da una disposizione poliedrica degli avvolgimenti; grazie a questa disposizione si ottengono linee di campo magnetico che puntano tutte verso il centro o via dal centro. Lo scopo è quello di creare una bottiglia magnetica in cui ogni faccia del poliedro agisce da specchio magnetico con grande rapporto di campo, e in cui tutte le cuspidi del campo sono punti (invece che linee). 
Il campo magnetico è nullo al centro e il flusso magnetico si intensifica negli spazi tra una spira e l'altra. 
I campi magentici sono introdotti essenzialmente per confinare gli elettroni nella regione centrale del poliedro, per questo non sono particolarmente intensi..
I poliedri utilizzabili sono quelli che hanno un numero pari di facce ad ogni vertice, in modo che i poli degli avvolgimenti possano alternarsi. Sono infiniti i poliedri che soddisfano questa condizione, per esempio gli antiprismi, le bipiramidi 2n-gonali e tutti i poliedri rettificati (completamente troncati). 
La forma della buca di potenziale magnetica interna è il poliedro duale del poliedro esterno.
Una volta che è stato prodotto il campo magnetico desiderato, si introducono elettroni all'interno del dispositivo. Gli elettroni rimangono confinati nel volume centrale grazie agli specchi magnetici e producono una regione a potenziale elettrico negativo al centro del Polywell. Si introduce quindi un certo numero di ioni positivi - idealmente dotati di un unico valore di energia in ingresso - che iniziano a muoversi all'interno della buca di potenziale centrale creata dagli elettroni. Si forma quindi un plasma di cariche positive e negative oscillanti attorno al centro del Polywell e dotate di una certa probabilità di collisione reciproca.
Una frazione degli urti tra gli ioni porta alla fusione dei nuclei, mentre una gran parte degli urti provoca scattering Coulombiano tra le particelle cariche e la dispersione dei valori di energia dei nuclei.
Da notate che, per poter mantenere la buca centrale di potenziale negativo, il numero degli ioni iniettati deve essere una frazione del numero di elettroni presenti nel dispositivo.
Il metodo utilizzato da Bussard per stimare il numero delle effettive reazioni di fusione che avvengono nel nucleo consiste nel conteggio dei neutroni che fuoriescono dal dispositivo. Un flusso di neutroni maggiore corrisponde a un maggiore numero di reazioni di fusione nucleare, e viceversa.

## Confronto con gli altri sistemi di confinamento
Il Polywell è fortemente correlato al concetto del fusore nucleare, dato che entrambi i dispositivi confinano gli ioni tramite un campo diretto verso l'interno. Il campo di confinamento è elettrico nel fusore, mentre è magnetico nel Polywell. Entrambi i dispositivi operano con una distribuzione di energie ioniche altamente non-termica, idealmente mono-energetica. D'altra parte, collisioni Coulombiane tra le particelle cariche e instabilità collettive hanno la tendenza a creare un profilo di distribuzione termica delle energie, e quindi è necessario spendere lavoro esterno per mantenere la distribuzione mono-energetica.
Dato che nel Polywell le particelle cariche sono confinate magneticamente invece che elettricamente, il dispositivo fa parte della categoria dei dispositivi a fusione tramite confinamento magnetico; in particolare rientra nella categoria delle bottiglie magnetiche. In comune con le bottiglie magnetiche c'è il minimo del campo nella regione centrale, il confinamento dovuto in parte all'effetto specchio e in parte alla distribuzione non termica delle energie degli elettroni. A differenza delle bottiglie magnetiche convenzionali, il Polywell non solo presenta un minimo del campo nel centro ma, grazie alla simmetria poliedrica di linee entranti e uscenti il campo al centro risulta proprio nullo. Inoltre, il Polywell non ha un asse magnetico, ma piuttosto una serie di assi multipli simmetrici.

## Possibilità di generare potenza netta
Le principali difficoltà del Polyell nel raggiungere l'autosostentamento della fusione nucleare (e quindi la produzione netta di energia) sono rappresentate dall'emissione di radiazione di frenamento a seguito dello scattering Coulombiano e la conseguente dispersione dei valori di energia degli ioni positivi, che si allontanano dai valori ideali necessari per la fusione. 
In generale se le collisioni Coulombiane nel centro del dispositivo sono molto numerose la perdita di energia per Bremsstrahlung supera il guadagno prodotto dalla fusione dei nuclei e il Polywell non può funzionare come reattore a fusione.
Robert W. Bussard era convinto che il Polywell potesse produrre energia netta se alimentato con boro-11 e protoni (nuclei di idrogeno). Secondo Bussard, le elevate velocità e dunque le ridotte sezioni d'urto per collisioni Coulombiane degli ioni nel centro del dispositivo avrebbero reso le collisioni di termalizzazione molto improbabili, mentre la termalizzazione alla periferia del dispositovo dovuta alle basse velocità delle particelle cariche nelle regioni più deboli della buca di potenziale non avrebbe avuto un effetto rilevante sullo spettro di velocità degli ioni nelle regioni centrali.
Bussard riteneva anche che, utilizzando avvolgimenti superconduttori, le sole perdite di energia significative sarebbero state quelle elettroniche. Senza documentare i suoi calcoli Bussard stimava che, in queste condizioni, la potenza di fusione emessa sarebbe stata proporzionale alla settima potenza della dimensione caratteristica, mentre il guadagno energetico sarebbe stato proporzionale alla quinta potenza della dimensione caratteristica.
Queste stime - se verificate - consentirebbero a un modello dieci volte più grande dell'ultimo dispositivo testato da Bussard (il WB-6) di funzionare come una vera centrale nucleare a fusione.

## Sviluppo del Polywell
Nel 1985 Bussard fondò la EMC2, una società dedicata allo studio della fusione nucleare tramite Polyweel. I primi lavori vennero finanziati dalle agenzie di sicurezza Statunitensi (DTRA e DARPA). Nel 1987 Bussard ottenne un contratto di collaborazione con la Marina Statunitense che gli consentì di proseguire gli studi fino al 2005, anche se gran parte dei risultati dei suoi studi vennero coperti dal segreto militare, specialmente per il periodo compreso tra il 1994 e il 2005.
Nel corso dei questi anni vennero testate diverse possibili configurazioni per il Polywell. Oggi queste configurazioni prendono il nome di Whiffleball (abbreviato WB) e, con il progredire degli esperimenti, la quantità di energia intrappolata nel dispositivo è andata sempre crescendo.
Anche la forma della configurazione poliedrica dei campi magnetici è stata ottimizzata nel corso degli esperimenti. Il WB-1 originale, ad esempio, utilizzava una configurazione cubica, il WB-6 usa la configurazione a cubottaedro, mentre il progettato WB-8 dovrebbe utilizzare un icosaedro.
Nel 2005, a conclusione della fase iniziale del progetto, la configurazione WB-6 ha prodotto un numero di reazioni di fusione stimato in 10^9 con reazioni Deuterio - Deuterio con una tensione di 12,5 kV (basato sul rilevamento di tre neutroni per test, con un ampio intervallo di fiducia). Egli dichiarò che il tasso di fusione del WB-6 (il sesto prototipo di Polywell) è circa 100.000 volte maggiore di quanto ottenuto da Farnsworth in condizioni simili di profondità del potenziale e regime di funzionamento.
Ricercatori indipendenti all'Università del Wisconsin-Madison hanno annunciato conteggi di neutroni fino a 5x10^9 al secondo a tensioni di 120 kV.
Con il successo del WB-6 Bussard credeva che il sistema avesse ormai dimostrato la capacità di produrre energia netta dalla fusione nucleare, al punto che, a suo parere, non erano più necessari altri modelli a scala intermedia prima di un vero reattore a fusione. Come faceva notare: "Siamo probabilmente le uniche persone nel pianeta che sanno come costruire un sistema di fusione nucleare di potenza pulita, che dia con certezza un bilancio energetico positivo". Bussard propose di ricostruire il WB-6 in maniera più robusta per verificare la sua performance. 
Dopo aver condotto e pubblicato i risultati di dozzine di test ripetibili Bussard, prima della sua morte, intendeva convocare una conferenza di esperti nel campo della fusione nucleare, nella speranza che lo seguissero nello sviluppo di un impianto dimostrativo a scala reale.
A suo parere le uniche migliorie che potevano ancora essere adottate riguardavano la forma degli avvolgimenti. Per questo propose due macchine sperimentali aggiuntive, alla stessa scala del WB-6, (denominate WB-7 e WB-8) destinate a queste verifiche. Come scrisse:
(Robert W. Bussard)
(Robert W. Bussard)
(Robert W. Bussard)

### Attività sul Polywell
Dopo una pausa di circa due anni negli esperimenti, dovuta essenzialmente alla mancanza di fondi, nell'agosto 2007 l'EMC2 ricevette un nuovo contratto di ricerca da 1,8 milioni di dollari da parte della Marina Statunitense per continuare lo sviluppo del reattore. 
Subito prima della morte di Bussard, avvenuta nell'ottobre del 2007, Dolly Gray, che dal 1985 era, assieme a Bussard, la cofondatrice, presidente e CEO di EMC2, aiutò a costituire il piccolo team di scienziati a Santa Fe che avrebbe dovuto portare avanti la ricerca. 
Il gruppo era guidato da Richard (Rick) Nebel e includeva Jaeyoung Park (entrambi fisici del Los Alamos National Laboratory - LANL), Mike Wray - che condusse i test chiave del 2005 - e infine Kevin Wray, specialista di computer per la conduzione dei test, per le misurazioni e l'elaborazione dei dati ottenuti.
Venne quindi costruita la macchina WB-7, una versione più robusta del WB-6. Come i precedenti modelli, il Polyweel WB-7 venne progettato dall'ingegnere Mike Skillicorn e assemblato presso San Diego utilizzando macchine a controllo numerico prima di essere spedito a Santa Fe nel centro di test della EMC2. Da notare che il WB-7 non corrisponde all'originale concezione desiderata da Bussard, dato che non è dotata di avvolgimenti "quadrati".
WB-7 raggiunse il suo "primo plasma" nel gennaio del 2008. ma, a causa delle restrizioni alla pubblicazione poste dalla US Navy. fino al 2010 non venne pubblicata alcuna informazione sui risultati ottenuti.
Nell'agosto del 2008 il team concluse la prima fase dell'esperimento sul WB-7 e sospese i lavori, rimanendo in attesa di una peer review dei loro risultati e di un verdetto dai finanziatori federali per stabilire se l'esperimento dovesse procedere alla fase successiva. Secondo Nebel, il leader del gruppo di ricerca, "abbiamo riscontrato un discreto successo", riferendosi allo sforzo del team per riprodurre i risultati promettenti ottenuti da Bussard. Sempre secondo Nebel: "I risultati sono una miscela piuttosto complessa... (ma il team ha) ... un piano per proseguire ... In generale siamo contenti di quello che abbiamo ottenuto, e abbiamo imparato moltissime nuove cose".

### Attività sul Polywell nell'anno fiscale 2009
Nel settembre del 2008 il Naval Air Warfare Center, Weapons Division, con sede a China Lake (California), ha pubblicamente richiesto l'attivazione di un contratto di ricerca per un dispositivo a fusione "Wiffle-Ball" elettrostatico. Questa "pre-solicitation" era mirata verso la EMC2 come fornitore preferenziale.
Nell'ottobre del 2008 la US Navy sollecitava pubblicamente due ulteriori contratti e anch'essa indicava la EMC2 come fornitore preferenziale. Nei due contratti si richiedeva lo sviluppo di una strumentazione migliore e lo sviluppo di una pompa a iniezione di ioni. Rick Nebel commentava: "Questo non è un grande accordo. Questi sono fondi scarsi, piccole somme date ad interim. Lo si potrebbe definire 'restare a galla' finché non prenderanno una decisione." A parte i commenti del Dr. Nebel, non esiste evidenza diretta che queste "pre-solicitation" siano mai state concesse alla EMC2.
Nel dicembre del 2008, a seguito di molti mesi di indagine da parte di una commissione di esperti incaricata della revisione dei primi risultati ottenuti del WB-7, sempre Richard Nebel commentava: "Non vi è nulla in quella ricerca che suggerisca che questo non funzionerà", ma aggiunse anche che "questa è una dichiarazione molto diversa dall'affermare che funzionerà."
Steven Chu, Premio Nobel per la fisica e Segretario dell'Energia degli Stati Uniti d'America, rispondendo a una domanda riguardante il Polywell in una conferenza tenutasi nella sede di Google nel 2007, affermò che: "da quel che si sa oggi, non vi sono sufficienti informazioni per poter valutare la probabilità che possa funzionare oppure no... Ma Io sto cercando di ottenere ulteriori informazioni."
Nel gennaio del 2009 il Naval Air Warfare Center pre-sollecitava un contratto per la "modifica e le prove sul apparato plasma Whiffleball 7" che sembrano essere fondi destinati agli strumenti sviluppati in un precedente contratto, così da installare un nuovo tipo di connettori (giunti) tra le spire e operare il WB-7 con le modifiche apportate. L'unità modificata da allora venne denominata WB-7.1. Questa "pre-solicitation" iniziò come un contratto di 2 milioni di $, ma la somma finale stanziata risultl di 3 milioni, il che suggerisce che i precedenti pre-solleciti siano stati inclusi nello stanziamento complessivo.
Nell'aprile del 2009, il Dipartimento della Difesa americano pubblicava un piano per finanziare la ricerca sul Polywell con ulteriori 2 milioni di dollari come parte del programma American Recovery and Reinvestment Act del 2009. La citazione nella legislazione era etichettata come Plasma Fusion (Polywell) - Dimostrazione di un sistema elettrostatico di confinamento del plasma di fusione per applicazioni in terraferma e a bordo delle navi; progetto congiunto OSD/USN. La citazione suggerisce l'ulteriore sviluppo del dispositivo da destinare a 'Forniture di Energia per uso Domestico/Distribuzione' ('Domestic Energy Supply / Distribution').
Nel maggio del 2009 Richard Nebel fu intervistato da un blog di divulgazione scientifica/futurologia. Nebel affermò: "Speriamo di avere un prodotto con un guadagno netto di energia in sei anni. Potrebbe avere bisogno di più tempo, ma certamente questo non sarà un progetto di sviluppo che avrà bisogno di 50 anni. [...] Quindi, se il concetto funziona, potremo avere un impianto commerciale in funzione già nel 2020."
Nel settembre del 2009, il FBO (Website della Federal Business Opportunities) confermava lo stanziamento dei fondi del 'Recovery Act' sotto contratto della marina degli Stati Uniti per 7,86 milioni di dollari per costruire e testare l'apparato WB-8, il successivo prototipo Polywell. Questo dispositivo produrrà un campo magnetico 8 volte superiore rispetto al WB-7, con attese di migliori prestazioni. Di particolare importanza all'interno del contratto della Marina era l'opzione da 4,46 milioni di dollari per un ulteriore sviluppo: "... basandosi sui risultati delle prove sul WB-8, e la disponibilità di fondi governativi, il "contractor" dovrà sviluppare una successiva macchina WB (WB-8.1) che includa le conoscenze e le migliorie conseguite con il WB-8. Si spera di aggiungere una migliore capacità nella conduzione degli ioni, e che una reazione del tipo “Protone-Boro11” venga dimostrata".
Nel settembre del 2009, lo "US Department of Defense" annunciava lo stanziamento. L'annuncio dichiarava che il finanziamento era concesso per scopi di "ricerca, analisi, sviluppo, e test in supporto del Plan Plasma Fusion (Polywell) Project". Gli sforzi coperti dal premio Recovery Act valideranno la fisica basica del concetto Plasma Fusion (Polywell), e forniranno alla Marina Statunitense i dati per applicazioni potenziali della fusione Polywell." Si prevede che il contratto-base per WB-8 sia completato nell'aprile del 2011. Il contratto opzionale per il WB-8.1 ha come data di completamento il 31-Ottobre-2012.

### Attività sul Polywell "Wiffle Ball"-8 nell'anno fiscale 2010
A parte del sito del "Recovery Act Tracking", alla fine del 2010 non era stata fornita alcuna indicazione sui progressi fatti su questo contratto.
Il contratto ha queste date di consegna per i "Contract Line Item Numbers" (CLINs).
- CLIN 0001 - 30 aprile 2010 (= plasma wiffleball 8) - Completamento della costruzione del dispositivo.
- CLIN 0002 - 30 aprile 2011 (= Data) - Completamento dei test sul WB8
- CLIN 0003 - 31 ottobre 2011 (= Optional WB 8.1) - Completamento della costruzione del dispositivo opzionale
- CLIN 0004 - 31 ottobre 2012 (= Optional Data) - Completamento dei test sul dispositivo opzionale

Il primo rapporto trimestrale ("quarterly report") nel sito del Recovery Act dichiarava:
Il principale obiettivo di questo trimestre era la progettazione, l'acquisto dei materiali e la costruzione delle attrezzature per il nuovo dispositivo WB-8 Polywell. Anche il lavoro teorico è stato iniziato in modo da costruire gli strumenti computazionali richiesti per analizzare e capire i dati del WB-8.
Il secondo "quarterly report" nel sito del Recovery Act affermava:
Rientriamo nel bilancio e nel calendario per la nuova struttura di test di laboratorio. Il principale obiettivo è stato la costruzione, ottenimento e risistemazione del personale e della camera di reazione. (Formato lievemente differente per ottenere un numero, e dunque si trova su di una pagina diversa)
Il quarto rapporto trimestrale sul Recovery Act site dichiarava:
WB8 è in costruzione in ogni sua parte, vengono fatti progressi sul modello teorico del Polywell.
Sono stati messi sotto contratto 2 fisici a tempo pieno. (Nella pagina originale). Il sito dei lavori è stato traslato a San Diego (California). La conferma dello spostamento del laboratorio a San Diego è stata fornita da una visita sul sito.

### Attività sul Polywell WB-8 nell'anno fiscale 2011
Il 1Q FY11 report dichiara: La costruzione del dispositivo "WB-8 è stata completata. Il primo plasma è stato generato con successo il 1° Nov. del 2010." Si nota che non viene più menzionato il nome del Dr. Nebel come Company Officer, incarico occupato invece dal Dr. Jaeyoung Park.
Il 2Q FY11 report dichiara: "Come scritto nel 1Q/2011, il dispositivo WB-8 opera come da progetto e sta generando risultati positivo. EMC2 sta pianificando di condurre esaurienti esperimenti sul WB-8 nei prossimi 9-12 mesi basandosi sullo schema corrente del contratto di finanziamento." (notare che il REPORT si avvale dell'anno)
Il profilo del Dr. Rick Nebel (su LinkedIn) dichiara che adesso lui è un "Indepedent Research Professional" a Santa Fe (Nuovo Messico). Il profilo del Dr. Jaeyoung Park su LinkedIn lo elenca come il CEO/Presidente di Energy/Matter Conversion Corp. (EMC2).
In un'intervista concessa a maggio, riferendosi al WB-8, il Dr. Park commentava che:
(Jaeyoung Park)
Il Dr. Park si riferì anche alla posizione della Marina USA sui possibili usi futuri della tecnologia Polywell, dicendo che:
(Jaeyoung Park)
Il 3Q FY11 report dichiara: "Come scritto nel 2Q/2011, il dispositivo WB-8 ha dimostrato eccellenti proprietà nel confinamento del plasma . EMC2 sta conducendo esperimenti con laser eccitati ad impulsi ad alta potenza sulla macchina WB-8 per testare la legge di scala del plasma "Wiffle-Ball" sull'energia del plasma e il confinamento." Questo rapporto viene mostrato come il "Final Report", nome che suggerisce sia che il compito è stato
completato oppure che è stata trovata una diversa fonte di finanziamento.
Come dichiara il rapporto 3Q/2011, il dispositivo WB-8 ha generato più di 500 "colpi" di plasma ad alta potenza. EMC2 sta conducendo test sul "Wiffle-Ball plasma scaling law" che descrive il riscaldamento e confinamento del plasma.